# GT Developments
GT Developments (GTD) was een Brits automerk dat in 1983 werd opgericht door Ray Christopher en actief was tot 2004.

## Historie

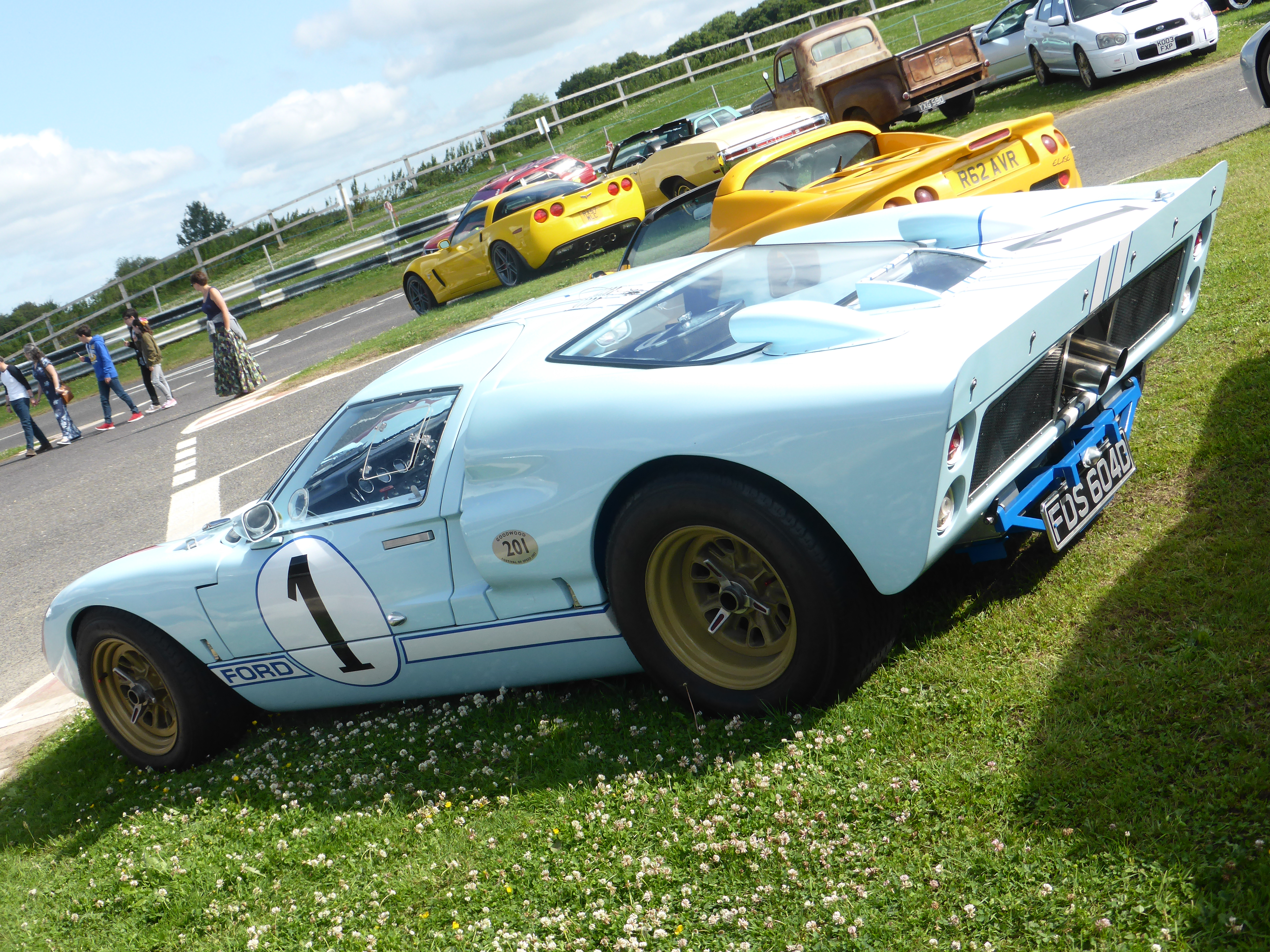
GT40 van GTD

Christopher begon in 1980 met het ontwerpen van een replica van de Ford GT40. De originele auto was duur en moeilijk verkrijgbaar, waardoor hij besloot een eigen versie te maken, maar dan opgewaardeerd met modernere technieken en meer gericht op dagelijks gebruik dan voor het rijden op een racebaan. Toen bleek dat er interesse vanuit de markt was, werd besloten om de auto in productie te nemen. Uiteindelijk zouden er door het in 1983 opgerichte GT Developments 260 modellen van worden gemaakt. In 1990 volgde de Ford GT40 MkII.
GT Developments richtte zich echter aanvankelijk op subassemblages van de GT40 voor KVA van Ken Attwell, een voormalige Ford-medewerker die toestemming van Ford had om replica's te bouwen. Uiteindelijk zou GTD dus ook zijn eigen replica van de GT40 uitbrengen, gebruikmakend van de ervaringen die ze met Attwell hadden opgedaan. Ook wist GTD een overeenkomst te sluiten met Bob Lutz van Ford Europa om originele onderdelen te kunnen inkopen.
In 1987 kondigde GTD een afgeleide van de Lola T70 MkIIIb aan. Christopher wendde hiertoe opnieuw zijn body en chassis aan die al in 1976 waren ontworpen. Het chassis en samenstelling waren nagenoeg gelijk aan de Ford GT40-modellen; als motor kon voor een V8 van Ford, Chevrolet of Rover worden gekozen.

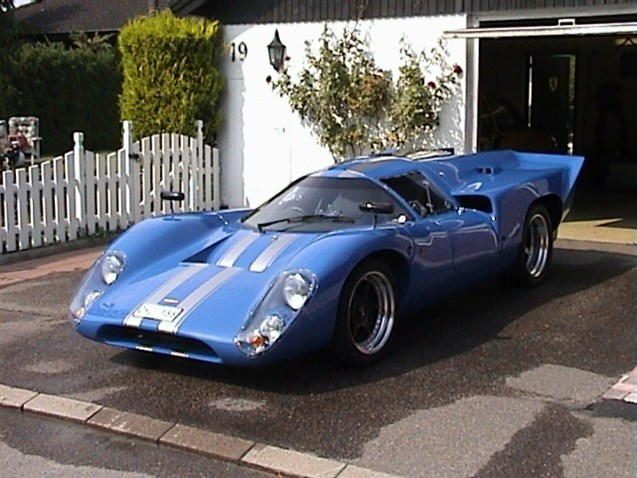
GTD Lola T70 MkIIIb

In 1991 wilde Christopher een eigen supercar op de markt brengen, gebaseerd op de GT40. Hij maakte een ontwerp en presenteerde de R42 op de London Motor Show van 1992, maar een dreigend faillissement in 1994 dwong Christopher om het ontwerp te verkopen aan Spectre Motors.
GTD was van 1983 tot 1985 gevestigd in Old Trafford, een wijk in Greater Manchester. Tot 2000 was het bedrijf gevestigd in Poole, in het graafschap Dorset, en daarna als GTD Supercars in Sutton Coldfield. GTD hield op te bestaan in 2004.